# Frankrigs historie
Frankrigs historie handler om en af Europas ældste nationalstater, der har en vigtig kulturel baggrund.

## Forhistorisk tid
Nogle af de ældste bosættelser i Frankrig er fundet i Terra Amata udgravningen i Nice. De er omkring 400.000 år gamle med spor efter fortidsmennesket Homo heidelbergensis. De ældste bosættelser af Homo sapiens er ca. 25.000 år gamle. I Lascaux er der hulemalerier, som er dateret til ca. 15.000 år f.Kr.
Fra år 5.000 f.Kr. antages det, at folkegrupper begyndte med faste bosættelser , en vis samfundsstruktur og organiseret religion.
I løbet af de næste tusind år begyndte jordbrugssamfundet at udvikle sig, primært i Parisområdet, i Rhônedalen og i det sydlige Languedoc. Disse samfund har efter alt at dømme praktiseret handel med andre kulturer og regioner og har haft en fælles religion.
Arkæologiske fund antyder at fra 850 f.Kr. blev mange bosættelser opgivet, da området gik ind i jernalderen. Dette indikerer, at denne periode var urolig socialt og militært.

## Gallien
Den keltiske folkegruppe gallerne begyndte at befolke området, som blev kendt som Gallien omkring år 1000 f.Kr. Man ved mere om gallerne end om andre tilsvarende folkeslag; man har en mængde fund af våben, smykker og redskaber fra denne epoke.
Ud over de arkæologiske fund er der flere græske og romerske kilder om det galliske samfund. De beskriver et velorganiseret samfundssystem med store riger med en stærk, styrende krigerklasse. Som andre keltiske grupper havde gallerne en stærk præsteklasse, druidene.
Gallernes ekspansion blev begrænset af indre kampe, de sloges lige så ofte indbyrdes som mod andre grupper. Enkelte krige blev alligevel vellykkede, i 387 f.Kr. erobrede en gallisk hær under høvdingen Brennus Rom og plyndrede byen.
I denne periode blev også den franske middelhavskyst koloniseret af fønikere og grækere. Marseille blev grundlagt som den fønikiske handelskoloni Massilien ca. år 600 f.Kr.

## Romerne erobrer Gallien
Romernes tilstedeværelse i Gallien begyndte ca. 200 år f.Kr, som en blanding af forsvarstiltag mod aggressive gallere og som egen imperiebygning. Allerede i år 121 f.Kr. var området rundt om Lyon og Toulouse indlemmet i Romerriget, og fik udbygget infrastrukturen efter romersk mønster med akvædukter og romerveje.
I 59 f.Kr. begyndte Julius Cæsar at blande sig i galliske affærer, noget som førte til et gallisk oprør mod romerne i år 52 f.Kr. under høvdingen Vercingetorix. Efter at oprøret endelig blev slået ned ved Alesia, øgedes tempoet på latinifiseringen af Gallien. Det nordlige Gallien blev herefter underlagt Rom, og det latinske sprog udkonkurrerede de keltiske sprog.

## Frankerne
I løbet af 400-tallet var Gallien blevet overtaget af germanske stammer, denne periode kaldes folkevandringstiden. Efter, at det vestromerske rige gik til grunde i 476 kom den germanske stamme frankerne ind og fyldte magtvakuummet.
Frankernes leder Klodevig blev døbt og gik over til kristendommen i 498, noget som sikrede frankernes magtbase. Efter en række felttog og alliancer med andre stammer i Gallien fik Klodevig samlet riget, og gjorde Paris til ny hovedstad. Efter Klodevigs død i 511 blev riget imidlertid delt mellem hans fire sønner.
I 751 overtog karolingeren Pipin den lille som frankisk konge, kastede Klodevigs merovingere fra magten og samlede Frankerriget på ny. I 771 overtog Karl den Store tronen, og i år 800 lod han sig krone som tysk-romersk kejser. På Karl den Stores tid omfattede Frankerriget både dagens Tyskland og dagens Frankrig; det var ikke før efter sønnen Ludvig den Frommes død og den efterfølgende traktat i Verdun i 843, at riget blev delt og konturerne af det moderne Frankrig kunne ses.

## Middelalderen
Hugo Capet kom til magten i 987. Huset Capet og dets sidegrene Valois-dynastiet og Bourbon-dynastiet beholdt magten i Frankrig i 800 år, frem til den franske revolution.
Den franske atlanterhavskyst var på denne tid plaget af vikingetogter. Vikingen Ganger-Rolv blev gjort til hertug af Hertugdømmet Normandiet i 911, mod han gik over til kristendommen og forsvarede Seinens munding mod andre vikinger. Ganger-Rolvs efterkommer Vilhelm Erobreren drog 155 år senere over den engelske kanal og erobrede den engelske trone.
Henrik II blev kronet til konge af England i 1154. Han var også greve af Anjou og hertug af Normandiet, og gennem sit ægteskab fik han kontrollen over den franske provins Aquitaine. Efter at have gjort hertugen af Bretagne til sin vasal kontrollerede Henrik nu lige så meget af Frankrig som den franske konge, og det var først efter slaget ved Bouvines i 1214, at det blev klart, at magten i Frankrig lå i den franske konge Filip IIs hænder.
Da Karl IV døde i 1328 uden mandlige arvinger, gik retten til den franske trone over til Valois-dynastiet. Det blev imidlertid bestridt af den engelske kong Edvard III, som så sit snit til at genvinde kontrollen over Frankrig. I 1337 gik Edvard i krig mod den franske konge Filip VI, begyndelsen på den serie konflikter, som blev kendt som hundredårskrigen.
I 1348 nåede den sorte død Frankrig. Epidemien udryddede også her store dele af befolkningen, og befolkningstallet faldt fra ca. 18-20 millioner i 1328 til ca. 11 millioner 150 år senere. Den sorte død og krigen førte også til stor social uro, et bondeoprør brød ud i 1358, ledet af bonden Jacques Bonhomme. Jacquerie, som oprøret blev kendt som, blev hurtigt slået ned af adelen.
Hundredårskrigens første fase til 1360 og Brétignytraktaten blev en katastrofe for Frankrig. Franskmændene havde stor fremgang de næste 50 år, men den knusende engelske sejr i slaget ved Agincourt i 1415 medførte, at den franske konge kun havde magt syd for Loire.
Jeanne d'Arcs korte tid som fransk hærfører gav nyt liv til den franske hær. På trods af hendes tilfangetagelse og død i 1431 generobrede franskmændene Paris i 1436, Normandiet i 1450 og Guyenne i 1453. Det var til sidst kun Calais-området som var under engelsk kontrol.
Englændernes exit og inkorporationen af de tidligere uafhængige områder Bretagne (1532) og Burgund (1477) gjorde, at Frankrig gik fra et løst sammenknyttet rige til en stærk stat med en klar centralmagt. Frankrig blev efter dette en af de stærkeste magter i Europa.

## Renæssancen
1500-tallet var præget af krige mellem Frankrig og habsburgerne. Mellem 1494 og 1559 var Frankrig en af hovedaktørerne i de italienske krige. Kong Karl VIII begyndte den franske indblanding i Italien ved et forsøg på overtagelse af herredømmet over Kongeriget Napoli, men måtte trække sig ud af Italien efter nederlag i slaget ved Fornovo i 1495.
Kong Frans I brugte den spanske invasion af Navarra i 1521 som påskud til at gå i krig mod den unge tysk-romerske kejser Karl V. Felttoget udviklede sig katastrofalt. Frans tabte slaget ved Pavia i 1525 og blev taget til fange og ført til Madrid.

### Religionskrigene
Reformationen førte til uro i Frankrig som alle andre steder. De franske protestanter (huguenotter) voksede i antal specielt i byerne. Omkring 1560 var der ca. en million huguenotter i Frankrig specielt i de sydlige og centrale dele af landet. Huguenotterne udgjorde ca. 10% af befolkningen.
Religionskrigene i Frankrig brød ud i 1562, efter en protestantisk menighed i Vassay blev angrebet den 1. marts, og flere hundrede blev såret eller dræbt. Det indledte 30 års borgerkrig.
Den blodigste begivenhed i krigen var Bartholomæusnatten. Den 24. august 1572 indledtes tre uger med massakrer. Blodbadet begyndte i Paris og bredte sig til resten af landet. Det anslås, at 70.000 blev dræbt under massakren.
Kong Henrik IV garanterede protestanternes religionsfrihed i 1598 gennem ediktet i Nantes. Det blev ophævet i 1685 og førte til, at store grupper af protestanter emigrerede fra Frankrig specielt til Preussen, England og Forenede Nederlande.

## Enevælde
I løbet af Ludvig XIII's regeringstid blev enevælden indført i Frankrig. Under ledelse af den mægtige kardinal Richelieu blev Frankrig den mægtigste stat i Europa og begyndte at få kolonier i Afrika og Amerika.
Under Trediveårskrigen spilede Frankrig en aktiv rolle. På trods af at landet var katolsk, sørgede Richelieu for, at Frankrig allierede sig med det protestantiske Sverige. Krigen var en fin anledning for Frankrig til at modarbejde sine gamle fjender habsburgerne, men franskmændene havde undervurderet de kejserlige armeer. Mellem 1636 og 1643 rasede krigen, og store dele af Frankrig blev besat af spanske og tyske styrker.
I 1642 døde Richelieu, og året efter døde også kongen. Den fem år gamle Ludvig XIV overtog tronen med kardinal Mazarin som Frankrigs nye stærke mand. En række militære sejre de første år af Ludvigs regeringstid gjorde, at Trediveårskrigen kunne afsluttes med den westfalske fred i 1648. Et Tyskland i ruiner og den tysk-romerske kejsers svækkede magt gjorde, at Frankrig under Ludvig XIV blev Europas ubestridte ledende magt, både politisk og kulturelt.
Ludvig XIV skulle blive kendt som "solkongen". I hans regeringstid fra 1643 til 1715 øgedes Frankrigs territorium med blandt andet Alsace, Roussillon og dele af de spanske Nederlandene (Flandern).
Det var også under Ludvigs regeringstid, at det storslåede slot Versailles blev bygget. I dette pragtpalads blomstrede kulturlivet, samtidig som fransk litteratur gik ind i en guldalder med store malere som le Brun og digtere som Molière og Pierre Corneille.
I 1700-tallet beholdt Frankrig sin stilling som Europas center for kultur. Fransk sprog var dominerende blandt adel og kongelige i hele Europa, samtidig som oplysningstidens franske filosofer som Pierre Bayle, Voltaire, Montesquieu og Rousseau var ledende i åndslivet.
Militært og politisk gik det imidlertid noget nedad med Frankrig i 1700-tallet. Kongeriget Preussen og Kongeriget Storbritanniens øgede magt truede Frankrig, og med det franske nederlag i Syvårskrigen 1756–1763 og tabet af Ny Frankrig blev briterne Europas ledende stormagt.

## Den Franske Revolution
Mod slutningen af det 18. århundrede havde statens overambitiøse militære eventyr ført til store økonomiske problemer. De store samfundsmæssige uligheder førte til omfattende social uro pga adelen og gejstlighedens store privilegier på bekostning af borgerne og bønderne.
Den økonomiske krise og den store fødevaremangel gjorde, at kong Ludvig XVI måtte indkalde en Stænderforsamling i 1789. Forhandlingerne mislykkedes, og den 17. juni 1789 erklærede tredjestanden sig som Frankrigs parlament.
Den 14. juli blev fængslet Bastillen i centrum af Paris stormet af de revolutionære. Den håbløse politiske og militære situation gjorde, at kongen måtte gå af, og den franske revolutionen var i gang.
Efter kongen var ryddet af vejen, forsøgte de revolutionære først at reformere det franske samfund. Erklæringen om menneskets og borgerens rettigheder blev vedtaget, samtidig med at kongen og hans familie blev henrettet. En folkevalgt nationalforsamling blev etableret og Frankrig blev republik.
Krigen mod det Tysk-romerske rige, Preussen og Østrig i spidsen var med til, at uroen i Frankrig fortsatte. Maximilien Robespierre greb magten under det såkaldte terorregime og indledte benhård forfølgelse af både reelle og imaginære modstandere. Robespierres linje var så hård, at det franske nationalkonvent fratog ham magten og senere henrettede ham.
En ung korsikaner Napoleon Bonaparte gjorde lynkarriere i hæren. Napoleon ledede Frankrig til mange militære sejre indtil 1799, da det lykkedes ham at styrte det siddende styre (kaldet Direktoriet) og i et kup at gøre ende på republikken ved at oprette Konsulatet. Konsulatet varede kort, og Napoleon blev snart Frankrigs diktator.

## Napoleon Bonaparte
Fra og med august 1802 blev Napoleon gjort til konsul på livstid. Det republikanske system blev gradvist afviklet, og den 18. maj 1804 gav senatet Napoleon titlen kejser. Napoleon igangsatte en serie reformer, med lovsamlingen Code Napoléon som gav nye rettigheder som f.eks. personlig frihed, ejendomsret og regler for ægteskabsindgåelser.
Napoleon satte også gang i en serie krige, kaldet Napoleonskrigene. Den militære fremgang var stor, efter Slaget ved Austerlitz i december 1805 var Østrig og Rusland slået og Frankrig var kontinentets nye dominerende magt.
I 1806 knuste Napoleon Sachsen og Preussen i slagene ved Jena og Auerstedt. Napoleon kunne besætte Berlin, og fortsætte fremmarchen ind i Polen. Efter at have knust den russiske zar kunne Napoleon gøre Polen til en fransk satellitstat under navnet Hertugdømmet Warszawa.
I 1812 startede Napoleon et felttog for at knække Rusland en gang for alle. Felttoget blev en katastrofe, og næsten hele den 600.000 mand store Grande Armée gik tabt. En storalliance bestående af Storbritannien, Sverige, Preussen, Østrig og andre tyske stater sørgede i efteråret 1813 og foråret 1814 for Napoleons nederlag. Napoleon måtte så abdicere og trak sig tilbage til øen Elba udfor Italien.
I efteråret 1815 returnerede Napoleon til Frankrig, hvor han hurtigt fik folket med sig og styrtede den nye konge Ludvig XVIII. Efter at have overtaget magten i Frankrig rejste han hurtigt en ny hær for at kunne genoptage krigene med de andre europæiske stormagter. I slaget ved Waterloo den 18. juni 1815 mødte Napoleons sit endelige nederlag, noget som førte til, at han blev forvist til øen Skt. Helena hvor han døde seks år senere.

## Restaurationen
Napoleons nederlag førte til Ludvig genindsættelse på den franske trone. I løbet af den såkadlte "hvide terror" sørgede det nye regime for at slippe af med alt som havde bånd til revolutionen eller Napoleon.
I 1824 døde Ludvig, og blev efterfulgt af broderen, Karl X. Karl X udnævnte den ultrareaktionære Jules Armand de Polignac til statsminister, og Polignac satte snart gang i en erobring af Algeriet. Polignacs upopulære politik bidrog imidlertid til julirevolutionen i 1830, en opstand som førte til, at Karl måtte abdicere.
Karls efterfølger blev Ludvig-Filip, som konge i det såkaldte julimonarki. Han blev relativt populær, og fik tilnavnet "borgerkongen". Kongens magt blev imidlertid begrænset, nationalforsamlingen fik den reelle magt.
I 1848 kom der en ny omvæltning. Ludvig-Filip blev tvunget til at abdicere, og en ny grundlov blev skrevet. Frankrig blev igen en republik. Denne republik blev senere kendt som Den anden franske republik.

## Napoleon III
Louis Napoléon Bonaparte var nevø af Napoleon I og blev i 1848 valgt ind i den franske nationalforsamling. Senere samme år blev han valgt til republikkens præsident.
Da en kandidat kun kunne sidde én periode, begik Louis Napoléon statskup i december 1851. Efter overlegent at have vundet en folkeafstemning satte han præsidentperioden til ti år og øgede samtidig sine egne fuldmagter. I 1852 foreslog senatet at gøre Louis Napoléon til kejser, og efter at han blev kronet i december som Napoleon III gik Frankrig ind i Det andet franske kejserdømme.
Under Napoleons ledelse deltog Frankrig i Krimkrigen fra 1853 til 1856. Det russiske nederlag blev en stor fransk triumf, og i 1859 gik Napoleon i krig med Kejserriget Østrig i forbindelse med Italiens samling. Det førte til, at Frankrig kunne udvide sit territorium med Nice og Savoyen. Frankrig var igen europæisk stormagt.
Efter Mexicos statsminister Benito Juárez i 1861 standsede tilbagebetalingen af dele af statsgælden, fik Napoleon en undskyldning for at invadere Mexico. I januar 1862 ankom franske tropper til landet, og franskmændene indtog hovedstaden Mexico City i juni 1863.
Napoleon sørgede nu for, at den franske marionet Maximilian af Habsburg blev kejser af Mexico. Modstanden mod Maximilian og Frankrig øgedes imidlertid i 1865, da afslutningen af den amerikanske borgerkrig gjorde, at USA kunne forsyne republikanerne med våben. I 1866 begyndte den franske tilbagetrækning, og året efter blev krigen vundet af republikanerne.
I 1870 blev Napoleon tvunget til at erklære krig mod Preussen. Den fransk-preussiske krig 1870-71 blev et stort nederlag for Frankrig: i slaget ved Sedan blev Napoleon og over 100.000 mand taget til fange. Nederlaget førte til Napoleons fald, da general Louis Jules Trochu dannede en national forsvarsregering og erklærede Frankrig som republik. Efter krigen måtte franskmændene afstå Alsace-Lorraine (Elsass-Lothringen) til Preussen.

## Den tredje republik
Krigen med preusserne fortsatte nu under republikansk ledelse. Da Paris havde været belejret i fire måneder, greb en venstreradikal gruppering magten i byen i marts 1871. Den erklærede byen som en selvstændig enhed, Pariserkommunen.
Preussen så med skepsis på denne socialistiske revolution og frigav straks 100.000 franske krigsfanger, så den franske hær kunne rykke ind for at knuse oprøret. Den 4. april gik regeringen til angreb, men først den 28. maj var hele byen erobret.
Formelt blev den tredje franske republik grundlagt 30. januar 1875. Et tokammersystem blev indført med en statsminister, som stod til ansvar over for både præsidenten og parlamentet. Det var imidlertid ikke givet, at Frankrig nu skulle blive republik. Stærke kræfter arbejdede for at genindføre monarkiet.
Debatten om monarkiet dominerede fransk politik i hele 1870'erne, og det var først, da den monarkivenlige præsident Patrice Mac-Mahon trak sig i 1879, at debatten blev skrinlagt. I 1877 havde Mac-Mahon fyret den republikvenlige regering og udskrevet nyvalg i håb om at få parlamentarisk flertal for monarkiet. Det slog imidlertid fejl, og Mac-Mahon og præsidentembedet kom så svækket ud af, at statsministerposten skulle blive Frankrigs vigtigste politiske hverv til efter 2. verdenskrig.
I løbet af de næste ti år var Frankrig præget af politisk ustabilitet. De forskellige regeringers levetid var kort, da socialister, anarkister, konservative, liberale, republikanere og monarkister stadig kæmpede om magten.
I slutningen af det 19. århundrede begyndte en epoke kendt som la Belle Époque. Frankrig var i den ikke indblandet i krige, og teknologiske nyvindinger gjorde livet lettere. Det franske kulturliv blomstrede. Inden for kunsten kom impressionismen og inden for arkitekturen kom stilarten Art Nouveau.

### Første verdenskrig
I 1914 sluttede de gode tider brat med udbruddet af 1. verdenskrig. Den 3. august erklærede Tyskland krig mod Frankrig, og krigserklæringen blev straks fulgt op af en invasion. Efter tysk fremgang, søgte britiske og franske styrker at redde Paris efter sejren ved Marne 5.-10. september 1914.
Efter 1915 udviklede krigen sig til en fastlåst skyttegravskrig. I løbet af de fire år krigen varede blev det kun til små ændringer på frontlinjerne på vestfronten trods store tabstal på begge sider. Specielt kendt er den allierede offensiv, som blev til Slaget ved Somme. I løbet af sensommeren og efteråret 1916 døde en million mand her uden resultater af betydning.
Da krigshandlingerne endelig ophørte i november 1918 havde Frankrig mistet 1,3 millioner mand og havde 4,2 millioner sårede. I Versaillestraktaten påtog Tyskland sig skylden for krigen og gik med til at betale krigsskadeerstatning. Samtidig blev Alsace-Lorraine (Elsass-Lothringen) afstået til Frankrig, efter det havde været afstået til Preussen efter den fransk-preussiske krig.

### Mellemkrigstiden
Efter krigen fortsatte de indre modsætninger i Frankrig med stadige regeringsskift. Fælles for alle regeringerne var en stærke anti-tysk politik. Under Raymond Poincaré rykkede franske og belgiske tropper ind i Ruhrdistriktet for at besætte vigtige tyske industriområder pga. manglende tyske betaling af krigsskadeerstatninger. Samtidig oprustede Frankrig med henblik på en ny krig med Tyskland. I løbet af mellemkrigstiden blev det vældige forsvarssystem kendt som Maginot-linjen bygget langs den tysk-franske grænse for at modstå et tysk angreb.
I 1933 blev Édouard Daladier fransk statsminister for første gang. Daladier førte en passiv udenrigspolitik over for Adolf Hitler og den tyske oprustning. Daladier var en af arkitekterne bag Münchenaftalen i 1938, hvor Frankrig frasagde sig sine forpligtelser om at forsvare Tjekkoslovakiet og gav Tyskland ret til at annektere Sudeterlandet.

## Anden verdenskrig
Da Tyskland invaderede Polen den 1. september 1939 svarede Frankrig og Storbritannien ved at erklære Tyskland krig. 2. verdenskrigs første otte måneder var præget af inaktivitet på vestfronten: spøgelseskrigen. Den manglende franske offensive vilje førte til Daladiers fald; han blev erstattet af Paul Reynaud den 19. marts 1940.
I maj 1940 angreb den tyske hær Frankrig. I løbet af seks uger med lynkrig knuste den tyske hær de Allierede fuldstændigt med franske tabstal på 130.000. Den 24. juni kapitulerede Frankrig, efter, at Paris var faldet ti dage før.
Den franske kapitulation førte til, at 60 % af landet med hele atlanterhavskysten blev besat af tyske styrker. Resteren af Frankrig blev en tysk marionetstat: Vichy-Frankrig. Vichy-regeringen blev ledet af marskal Philippe Pétain, en krigshelt fra 1. verdenskrig.
Den franske officer Charles de Gaulle godtog imidlertid ikke kapitulationen og rejste til London og stillede sig i spidsen for de frie franske styrker. De franske kolonier delte sig i synet på landets legitime regering. Cameroun og Fransk Ækvatorialafrika støttede de Gaulle og senere kom også Fransk Polynesien og Ny Kaledonien over på allieret side. Fransk Indokina, Guadeloupe og Martinique forblev loyale mod Vichy-regimet.
De Frie Franske styrker kæmpede på allieret side i krigen. De deltog specielt i kampene i kolonierne og kæmpede mod italienske styrker i Etiopien og Vichy-styrker i Syrien og Libanon. De Frie Franske styrker forsøgte også at organisere de otte store modstandsgrupper i det tyskbesatte Frankrig til en mere ensartet modstandsbevægelse.
I juni 1944 invaderede de allierede Normandiet. Efter visse vanskeligheder i starten gik det fremad for de allierede efter Caens befrielse en måned efter landgangen. Efter at Paris blev befriet den 25. august dannede de Gaulle en midlertidig fransk regering. De Frie Franske fortsatte med kampene mod Tyskland og øgedes stort i antal efter Frankrigs befrielse. Mod slutningen af krigen stod over en million mand under de Gaulles kommando.

## Den fjerde republik
Efter befrielsen fra den tyske besættelsesmagt blev en ny fransk konstitution vedtaget den 13. oktober 1946. Dette skabte den fjerde republik. På grund af de ustabile politiske forhold i den tredje republik og de mange skiftende regeringer forsøgte man at styrke præsidentembedet i den nye konstitution, uden, at dette fik den ønskede effekt. De tolv år den fjerde republik eksisterede havde landet hele 17 forskellige statsministre, fordelt på 22 forskellige regeringsdannelser.
Et af de store politiske stridstemaer i denne perioden var afkoloniseringsprocessen. I 1947 begyndte den første indokinesiske krig, efter vietnameserne havde erklæret Vietnams uafhængig i kølvandet af 2. verdenskrig. Denne krig foregik frem til 1954, da det katastrofale nederlag i slaget ved Dien Bien Phu tvang den franske hær til at trække sig ud af området.
I 1950 tog den franske udenrigsminister Robert Schuman initiativet til Kul- og Stålunionen. Dette fællesskab var i udgangspunktet tænkt til at være et tysk-fransk projekt, der overførte administrationen af kul- og stålindustrien til fælles institutioner. Imidlertid tilsluttede også Italien, Belgien, Holland og Luxembourg sig til fællesskabet.
Den 26. marts 1957 blev Romtraktaten underskrevet. Denne traktat skabte et fælles europæisk marked, og blev startskuddet til EU. Traktaten blev underskrevet af de samme seks lande som deltog i Kul- og Stålunionen.

## Den femte republik

### Krig i Algeriet
I 1958 var der store problemer i Frankrig på grund af borgerkrigen i Algeriet. Den store franske befolkning i Algeriet modsatte sig kravene om algerisk uafhængighed, og den igangværende krig truede med at vælte hele den franske stat. Man mente, at krigshelten Charles de Gaulle var den eneste, der kunne holde landet sammen, og han fik frie hænder til at udarbejde en ny konstitution. Den 28. september 1958 stemte 79,2 % af befolkningen for den nye grundlov, og de Gaulle kunne indtage præsidentpaladsset. I de Gaulles nye femte republik fik præsidenten store fuldmagter, og blev valgt for en syvårsperiode. Præsidenten fik ansvaret for at danne regeringer, fik fuld kontrol over udenrigspolitikken samt retten til at opløse nationalforsamlingen og udskrive nyvalg.
De Gaulle førte en aktiv og selvstændig udenrigspolitik de ti år han sat med magten. I 1962 sørgede han for at afslutte krigen i Algeriet, og gav landet dets uafhængighed. I 1960 blev Frankrig en atommagt, og 1965 det tredje land efter USA og Sovjetunionen som opsendte sin egen satellit. I 1966 trak de Gaulle Frankrig ud af NATOs fælles kommandostruktur, og året efter nedlagde han veto mod Storbritanniaens medlemskab i EF (senere EU).
Frankrig er blandt de europæiske nationalstater, der er gået længst for at bosætte sine tidligere kolonistaters indbyggere inden for sine egne grænser. Dette gælder især indvandrere fra de tidligere franske kolonier i Nordafrika. Den franske ateistiske eller sekulære selvforståelse (efter Den franske revolution) har også bidraget til en massiv muslimsk indvandring, og dette er et større problem i dette land end i en række øvrige europæiske nabolande, som har opretholdt forankringen i enten katolsk, ortodoks eller protestantisk kristendom.[kilde mangler]

### Modernisering
I maj 1968 udbrød der omfattende optøjer i Frankrig mod det mange opfattede som de Gaulles meget autoritære styre og det konservative samfundsklima. Urolighederne begyndte i studentermiljøerne ved Sorbonne i Paris, og efter kort tid havde problemerne spredt sig til hele landet. 10 millioner arbejdere gik i strejke, og hundretusinder af demonstranter krævede de Gaulles afgang. De Gaulle svarede ved at oppløse parlamentet og udskrive nyvalg i juni. Han beordrede også de strejkende arbejdere tilbage i arbejde, og truet med undtagelsestilstand hvis uroen fortsatte. De Gaulle vandt en stor sejr ved dette valg og fik 358 af 487 mandater i nationalforsamlingen, men efter et nederlag i en folkeafstemning året efter angående ændringer i den politiske struktur gik de Gaulle af den 28. april 1969.
Ny præsident blev Georges Pompidou, de Gaulles tidligere statsminister og manden som havde ansvaret for den forholdsvis fredelige løsning på krisen i 1968. Pompidou sad i embedet frem til sin død i 1974, og blev efterfulgt af Valéry Giscard d'Estaing. D'Estaing gik ind for en modernisering af Frankrig, og var blandt andet ansvarlig for bygningen af højhastighedstogsystemet TGV. D'Estaing sad kun i én periode, da han tabte valget i 1981 mod socialisten François Mitterrand.
Mitterrand blev den femte republiks første venstreorienterede præsident, og hans regering blev den første venstreorienterede regering i 23 år. Mitterrand førte straks politikken mod venstre, og sørgede for at afskaffe dødsstraffen samt indførslen af nye skatter. Han sørgede også for bygningen af flere prestigeprojekter, som blandt andet Grande Arche, Bibliothèque nationale og Eurotunnelen.
Der blev ført en aktiv europapolitik under Mitterrand. Han var en af arkitekterne bag Den Europæiske Fælles Akt, den første større revision af Romtraktaten. Enhedstraktaten blev undertegnet i 1986; samme år blev EU også udvidet med Spanien og Portugal, en udvidelse støttet af Mitterrand. Mitterrand var også en af hovedmændene bag Maastricht-traktaten, traktaten som definerer dagens EU.

### Senere år
Mitterrands præsidentperiode sluttede i 1995. Den 17. maj tiltrådte den konservative Jacques Chirac, en tidligere statsminister, som ny præsident. Chirac fik stor kritik fra internationale miljøværngrupper efter at have gennemført test af kernevåben på Mururoaatollen i Stillehavet. Året efter udtalte han imidlertid, at Frankrig nu "for alltid" havde opgivet sådanne tests.
Chirac blev valgt på et program som indebar økonomiske reformer med tanke på at bekæmpe den høje arbejdsløshed. Reformerne førte dog til, at Chirac og statsminister Alain Juppé blev upopulære, og i parlamentsvalget i 1997 tabte højresiden således at socialisten Lionel Jospin blev ny statsminister. "Samboerskabet" mellem Jospin og Chirac varede i fem år, en periode præget af politiske modsætninger mellem præsidenten og regeringen.
I præsidentvalget i 2002 fik lederen for det højreradikale parti Front National, Jean-Marie Le Pen, overraskende nok flere stemmer end Jospin, og gik til anden runde sammen med Chirac. I anden runde fik Chirac hele 82,21 % af stemmerne, efter bare at have fået 19,88 % i første runde. I tiden op til anden runde gik flere hundretusind franskmænd på gaden og demonstrerede mod Le Pen, og alle andre kandidater havde opfordret sine støtter til at stemme på Chirac for at hindre Le Pen i at få magten.
I løbet af Chiracs anden periode udmærkede han sig som en skarp kritiker af USAs præsident George W. Bushs udenrigspolitiske linje, og gjorde det klart, at han ville nedlægge veto i FNs sikkerhedsråd mod al brug af våbenmagt mod Irak.
I 2005 var der folkeafstemning i Frankrig angående fransk tilslutning til EU's nye forfatningstraktat. Nej-siden vandt denne med 55 % af stemmerne, noget som var et stort nederlag for Chirac og regeringen. To dage efter afstemningen gik den upopulære statsminister Jean-Pierre Raffarin af. Hans efterfølger blev Dominique de Villepin.
I 2007 blev Nicolas Sarkozy valgt til ny præsident efter Chirac. Den højreorienterede Sarkozy slog den socialistiske modkandidat Ségolène Royal i en kneben sejr. Sarkozy sad indtil 2012, da han blev slået af Socialisten François Hollande. Denne opgav at søge genvalg i 2017, og den nye leder af den franske republik blev Emmanuel Macron.